# Calvin D. Johnson

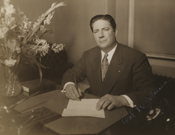
Calvin D. Johnson

Calvin Dean Johnson (* 22. November 1898 in Fordsville, Ohio County, Kentucky; † 13. Oktober 1985 in Belleville, Illinois) war ein US-amerikanischer Politiker. Von 1943 bis 1945 vertrat er den Bundesstaat Illinois im US-Repräsentantenhaus.

## Leben
Im Jahr 1904 kam Calvin Johnson mit seinen Eltern in das St. Clair County in Illinois, wo er die öffentlichen Schulen besuchte. Zwischen 1922 und 1944 war er als Unternehmer tätig. Gleichzeitig schlug er als Mitglied der Republikanischen Partei eine politische Laufbahn ein. Zwischen 1926 und 1928 gehörte er dem Schulausschuss im St. Clair County an; von 1930 bis 1934 saß er im dortigen Bezirksrat. Zwischen 1935 und 1941 war er Abgeordneter im Repräsentantenhaus von Illinois.
Bei den Kongresswahlen des Jahres 1942 wurde Johnson im 22. Wahlbezirk von Illinois in das US-Repräsentantenhaus in Washington, D.C. gewählt, wo er am 3. Januar 1943 die Nachfolge des Demokraten Edwin M. Schaefer antrat. Da er im Jahr 1944 nicht bestätigt wurde, konnte er bis zum 3. Januar 1945 nur eine Legislaturperiode im Kongress absolvieren. Diese war von den Ereignissen des Zweiten Weltkrieges geprägt.
Im Jahr 1946 bewarb sich Johnson erfolglos um die Rückkehr in den Kongress. Zwischen 1952 und 1968 arbeitete er für die Firma Remington-Rand, Inc. Er starb am 13. Oktober 1985 in Belleville.